# Kōdōkan
Kōdōkan (jap. 講道館 Kōdōkan) – najstarsza i największa szkoła judo na świecie. Pełna nazwa: Kodokan Judo Institute, adres 1-16-30 Kasuga, Bunkyo-ku, Tokyo 112-0003.

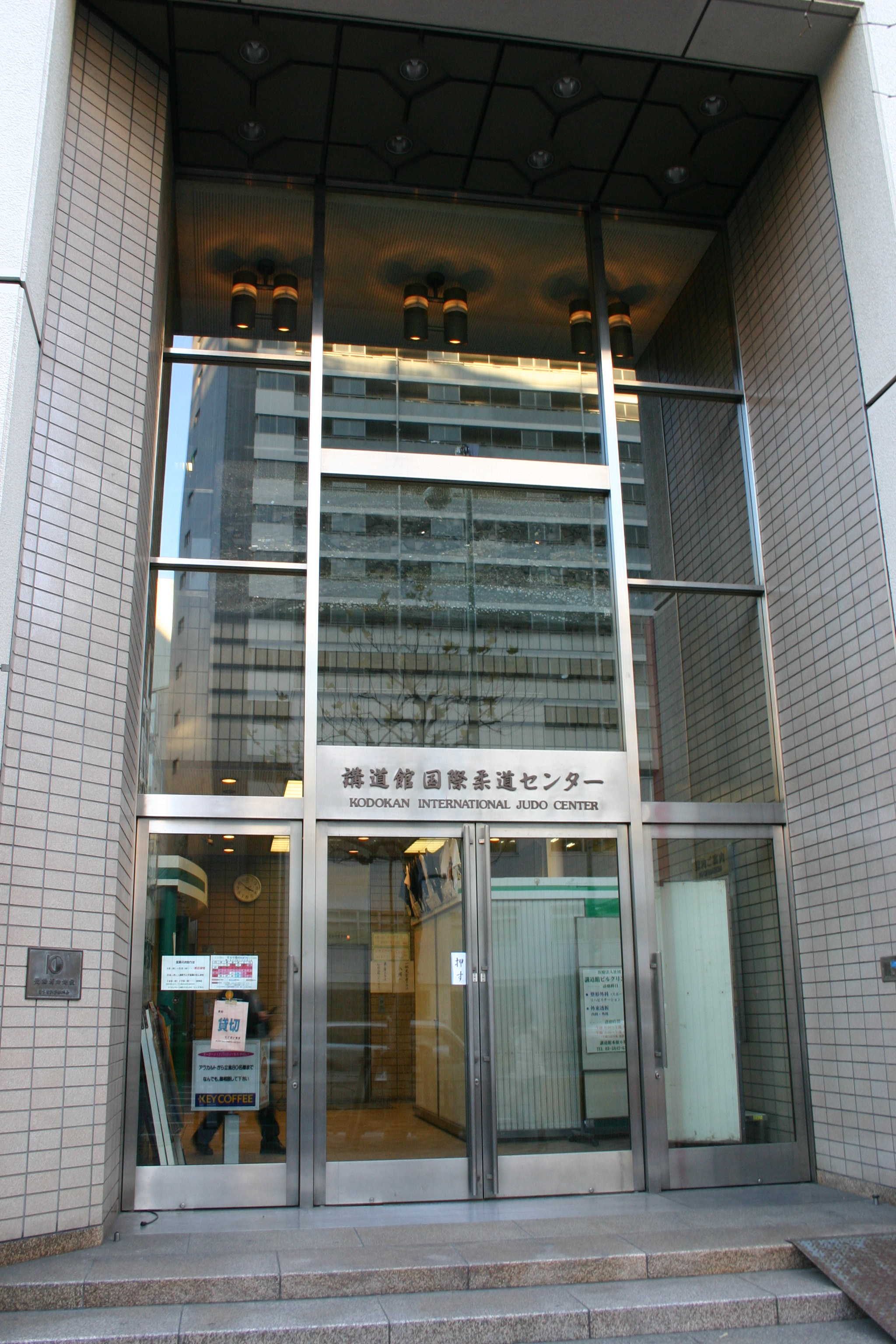
Główne wejście do Kōdōkanu

Szkoła została założona w 1882 roku przez Jigorō Kanō na terenie buddyjskiej świątyni Eishō-ji w tokijskiej dzielnicy Ueno. Po kilku przeprowadzkach i zwiększaniu powierzchni przeznaczonej do ćwiczeń mieści się obecnie w ośmiopiętrowym budynku w centrum Tokio. Uczęszcza do niej ponad 5000 uczniów i zawodników. Do ich dyspozycji jest stołówka, sklep, bank, sale konferencyjne, muzeum, biblioteka, hotel oraz 6 dojo z ponad 1200 matami.

## Galeria

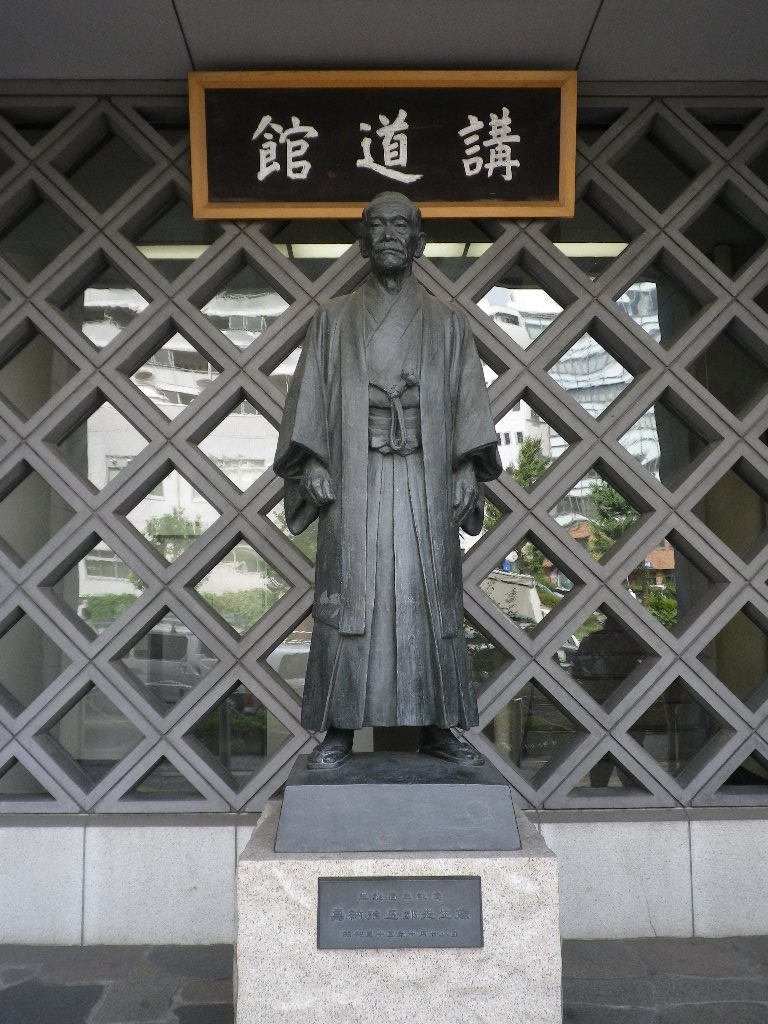
Pomnik Jigorō Kanō przed Kōdōkanem
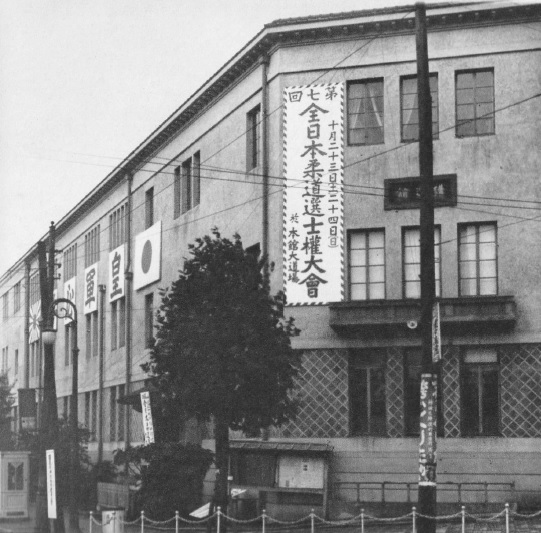
Budynek Kōdōkanu w 1937 r. w Suidōbashi